# Малая Казанка (приток Большой Казанки)
Малая Казанка (Казанка) — река в России, протекает в Котовском районе Волгоградской области (устье в Камышинском районе). Левый приток Большой Казанки, бассейн Дона. На реке расположен город Котово. Площадь водосборного бассейна — 351 км².

## География
Малая Казанка начинается севернее Котово, течёт на юг, протекает через город, затем поворачивает на юго-восток. На двух берегах село Коростино. Ниже него Малая Казанка запружена, а ещё ниже впадает в Большую Казанку в 9,6 км от устья последней. Длина реки составляет 53 км.

## Данные водного реестра
По данным государственного водного реестра России относится к Донскому бассейновому округу, водохозяйственный участок реки — Иловля, речной подбассейн реки — Дон между впадением Хопра и Северского Донца. Речной бассейн реки — Дон (российская часть бассейна).
Код объекта в государственном водном реестре — 05010300412107000009348.